# Nacionalismo negro

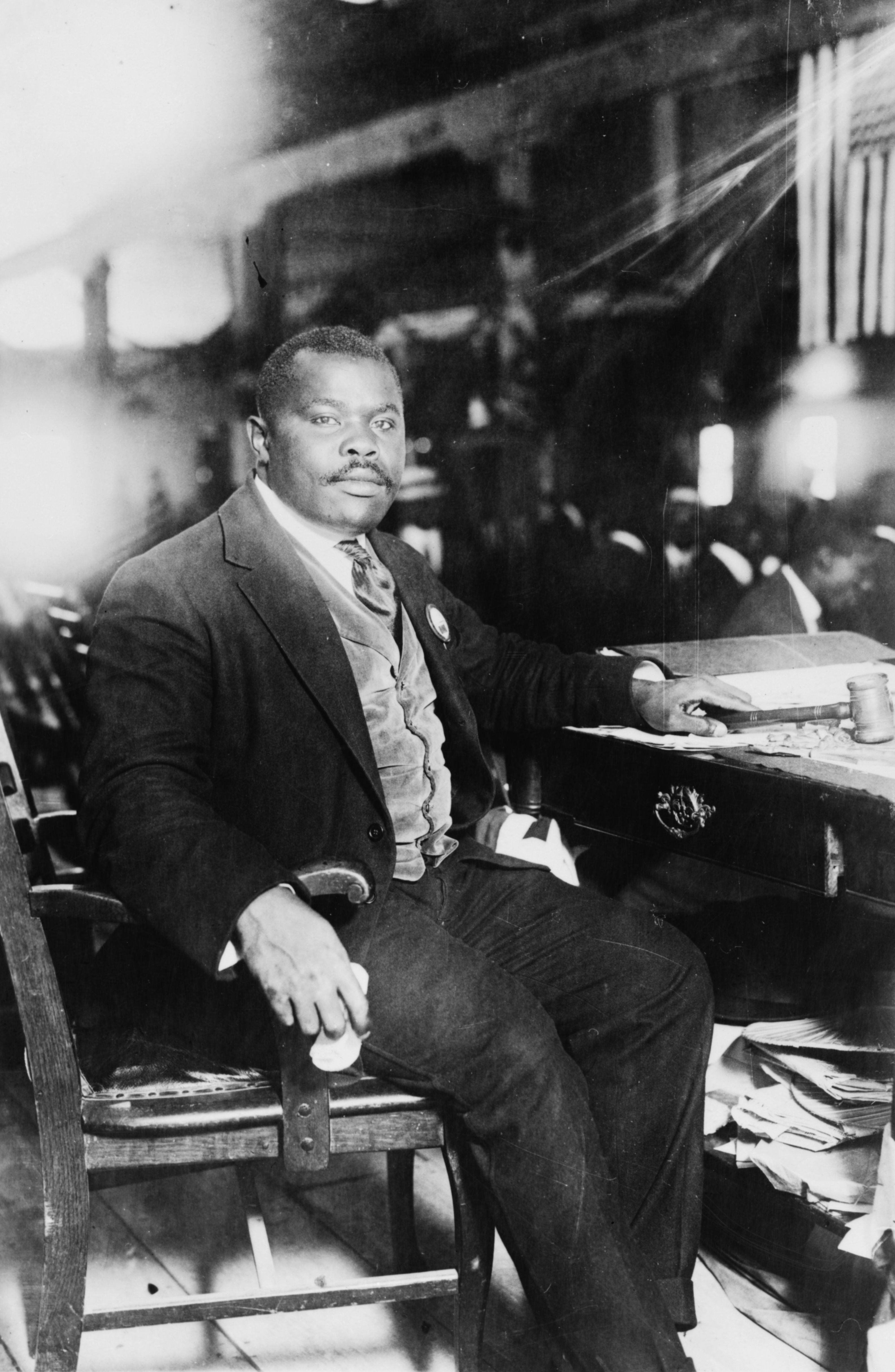
Marcus Garvey, ativista jamaicano e fundador da Associação Universal para o Progresso Negro.

Nacionalismo negro (em inglês:  Black nationalism) é um conceito que defende uma definição racial (ou redefinição) da identidade nacional, em oposição ao multiculturalismo. Existem diferentes filosofias nacionalistas negras, mas os princípios de todas são a unidade e a autodeterminação, ou independência, em relação à sociedade europeia. Martin Delany, um abolicionista afro-americano, é considerado um precursor do nacionalismo negro. Entre as personalidades e movimentos relacionados ao movimento estão Malcolm X, Marcus Garvey, a religião Rastafári, os Panteras Negras, Nação do Islã, Novos Panteras Negras, Black Guerrilla Family, Black Mafia Family, Exército de Libertação Negra e a gang Crips.
Inspirados pelo aparente sucesso da Revolução Haitiana, as origens do nacionalismo negro, africano e indígena entraram no pensamento político durante o século XIX, com pessoas como Marcus Garvey. A repatriação de escravos afro-americanos para a Libéria e Serra Leoa era um assunto comum entre os nacionalistas negros do século XIX. A Associação Universal para o Progresso Negro, de Garvey, que existiu entre os anos 1910 e 1920, era o mais poderoso movimento nacionalista negro a época, reivindicando cerca de 11 milhões de membros.
Do nacionalismo negro surgiu a proposta de organização dos Estados Unidos da África (United States of Africa), uma federação que reuniria 55 países soberanos da África.

## Conceitos
O nacionalismo negro reflete a ideia de que, em sociedades racializadas, pessoas de diversas ascendências africanas são frequentemente tratadas como um único grupo racial, étnico e cultural (como os afro-americanos nos EUA ou os negros britânicos no Reino Unido). Devido a uma história partilhada de opressão e a uma cultura distinta moldada por essa história, o nacionalismo negro argumenta que os negros na diáspora formam, portanto, uma nação distinta (ou múltiplas nações distintas) e, portanto, têm direito à representação ou autogoverno. Os nacionalistas negros procuram, portanto, adquirir poder político e econômico para melhorar a qualidade de vida e as liberdades dos negros coletivamente.
Os nacionalistas negros tendem a acreditar na autossuficiência dos negros, na solidariedade entre os negros como nação e no orgulho nas realizações e na cultura negra, a fim de superar os efeitos da desigualdade institucionalizada, do auto-ódio e do racismo internalizado.
As raízes do nacionalismo negro remontam à época do comércio transatlântico de africanos escravizados, quando alguns africanos escravizados se revoltaram ou formaram colônias negras independentes (como os quilombolas). No século XIX, afro-americanos como Paul Cuffe e Martin Delany apelaram a que os negros livres e fugitivos emigrassem para África para ajudar a estabelecer nações independentes. No início do século XX, o ativista jamaicano Marcus Garvey mudou-se para os EUA e, inspirado pelo sionismo e pela independência irlandesa, promoveu ideias nacionalistas negras e pan-africanas, que coletivamente ficaram conhecidas como garveísmo.
As ideias nacionalistas negras modernas fundiram-se como um movimento distinto durante a era da segregação racial nos Estados Unidos como resposta a séculos de supremacia branca institucionalizada, à discriminação que os afro-americanos experimentaram como resultado e aos fracassos percebidos do movimento não violento pelos direitos civis da época. Após o assassinato de Malcolm X em 1965, o movimento do nacionalismo negro ganhou maior força em várias comunidades afro-americanas. O foco no regresso a África tornou-se menos popular, dando lugar à ideia de que os negros constituíam uma “nação dentro de uma nação” e, portanto, deveriam procurar melhores direitos e poder político dentro de um EUA multicultural.
Os nacionalistas negros muitas vezes lutaram contra o racismo, o colonialismo e o imperialismo, e influenciaram a Organização da Unidade Afro-Americana, o Partido dos Panteras Negras, o islamismo negro e o movimento Black Power.

## Críticas
Em sua Carta da Prisão de Birmingham, Martin Luther King Jr. caracterizou o nacionalismo negro com "ódio e desespero", escrevendo que o apoio ao nacionalismo negro "levaria inevitavelmente a um pesadelo racial assustador".

Norm R. Allen Jr., ex-diretor do African Americans for Humanism, chama o nacionalismo negro de uma "estranha mistura de pensamento profundo e absurdo evidente":
Por um lado, os Nacionalistas Negros Reacionários (RBNs) defendem o amor próprio, o respeito próprio, a auto-aceitação, a auto-ajuda, o orgulho, a unidade, e assim por diante—tal como os direitistas que promovem os “valores familiares tradicionais”. Mas—também como os direitistas holier-than-thou—os RBNs promovem a intolerância, a intolerância, o ódio, o sexismo, a homofobia, o antissemitismo, a pseudociência, a irracionalidade, o revisionismo histórico dogmático, a violência e assim por diante.
Tunde Adeleke, professor de História nascido na Nigéria e diretor do programa de Estudos Afro-Americanos da Universidade de Montana, argumenta em seu livro UnAfrican Americans: Nineteenth-Century Black Nationalists and the Civilizing Mission que o nacionalismo afro-americano do século XIX incorporou o racismo e valores paternalistas da cultura euro-americana e que os planos nacionalistas negros não foram concebidos para o benefício imediato dos africanos, mas para melhorar as suas próprias fortunas.
Em Black Nationalism in America, John H. Bracey Jr., August Meier e Elliott Rudwick argumentam: "Na arena da política, o nacionalismo negro em sua forma mais branda é o reformismo burguês, uma visão que assume que os Estados Unidos são politicamente pluralistas e que os valores liberais relativos à democracia e ao processo político são operativos." Dean E. Robinson, entretanto, argumenta que "o nacionalismo negro moderno baseou-se em estratégias de empoderamento político e econômico que tinham analogias no panorama político mais amplo" e que, moldados pelas circunstâncias na América, os nacionalistas negros apenas começaram a "fazer o que outros grupos 'étnicos' tinham feito"—isto é, "procurar seus interesses num sistema político pluralista, incluído num sistema econômico capitalista".
Feministas negras estadunidenses como Barbara Smith, Toni Cade Bambara e Frances Beal também apresentaram críticas sustentadas a certas vertentes do nacionalismo negro, particularmente aos programas políticos que são defendidos pelos nacionalistas culturais. Os nacionalistas culturais negros imaginavam as mulheres negras apenas no tradicional papel heteronormativo da figura idealizada de esposa-mãe. Patricia Hill Collins critica a imaginação limitada das mulheres negras em projetos culturais nacionalistas, escrevendo que as mulheres negras "assumiram um lugar particular nos esforços nacionalistas culturais negros para reconstruir a cultura negra autêntica, reconstituir a identidade negra, promover a solidariedade racial e instituir uma ética de serviço para a comunidade negra".
Um grande exemplo de que as mulheres negras são apenas esposas e mães heterossexuais pode ser encontrado na filosofia e prática chamada Kawaida, exercida pela US Organization. Maulana Karenga estabeleceu a filosofia política de Kawaida em 1965. Sua doutrina prescrevia papéis distintos entre homens e mulheres negros. Especificamente, o papel da mulher negra como “Mulher Africana” era “inspirar o seu homem, educar os seus filhos e participar no desenvolvimento social”. A historiadora da história das mulheres negras e da política radical Ashley Farmer registra uma história mais abrangente da resistência das mulheres negras ao sexismo e ao patriarcado dentro de organizações nacionalistas negras, levando muitas associações da era Black Power a apoiar a igualdade de gênero.

### Grupos de ódio nacionalistas negros
O Southern Poverty Law Center (SPLC) observa que, embora existam grupos de ódio nacionalistas negros e separatistas negros, "o movimento nacionalista negro é uma reação a séculos de supremacia branca institucionalizada na América ", e também observa que há uma falta de alta- apoio político de nível para grupos nacionalistas negros e separatistas negros, em oposição a grupos de supremacia branca. De acordo com o SPLC, os grupos nacionalistas negros enfrentam um ambiente “categoricamente diferente” dos grupos de ódio brancos nos Estados Unidos; embora a supremacia branca tenha sido defendida por figuras influentes dentro da administração Donald Trump, os nacionalistas negros têm "pouco ou nenhum impacto na política dominante e nenhum defensor em altos cargos".
A organização designou uma série de grupos nacionalistas negros como grupos de ódio, incluindo Black Riders Liberation Party, The Israelite Church of God in Jesus Christ, Israelite School of Universal Practical Knowledge, New Black Panther Party, Revolutionary Black Panther Party e The United Nuwaupians Worldwide.
Contudo, o SPLC já foi criticado por confundir o nacionalismo negro com o ódio de forma mais geral. Desde então, esclareceu que "os nacionalistas negros são avaliados como uma rede frouxa de vários grupos de ódio, líderes carismáticos, bem como indivíduos não afiliados que podem se identificar como nacionalistas negros, mas [que] não se associam a grupos nacionalistas negros", e reiterou que os “nacionalistas negros violentos” eram distintos de outras formas de ativismo negro. Eles também desafiaram a noção de que ativistas negros de diversas ideologias deveriam ser agrupados como “extremistas de identidade negra” pelo FBI.
Em outubro de 2020, o SPLC anunciou que deixaria de utilizar a categoria “separatismo negro”, a fim de promover uma compreensão mais precisa do extremismo violento e evitar a criação de uma falsa equivalência entre o separatismo negro e o extremismo da supremacia branca. Esta mudança na terminologia utilizada pelo SPLC também inclui a remoção do “nacionalismo negro” como categoria de grupos de ódio do site do SPLC. Muitos grupos anteriormente listados na categoria separatista/nacionalista negro estão agora listados na categoria "ódio geral".

#### Nacionalismo negro e antissemitismo
Devido à natureza de alto perfil das mudanças nas relações afro-americanas-judaicas, há ampla pesquisa sobre a ligação entre o nacionalismo negro e o antissemitismo. No final da década de 1950, tanto os nacionalistas negros muçulmanos como os não muçulmanos abraçaram frequentemente o antissemitismo. Alguns deles argumentaram que os judeus americanos, assim como Israel, eram "o obstáculo central ao progresso negro" e também argumentaram que os judeus eram "os brancos mais racistas", ou retratavam os judeus como "intrusos parasitas". que acumulou riqueza explorando o trabalho dos negros nos guetos da América e na África do Sul". Alguns nacionalistas negros alegam que os negros “são os semitas originais”, se envolvem na banalização do Holocausto, ou podem até ser negacionistas do Holocausto.
Líderes nacionalistas negros notáveis que professam sentimentos antissemitas incluem Amiri Baraka, Louis Farrakhan, Kwame Ture, Leonard Jeffries e Tamika Mallory.